# Gretchen Morgan

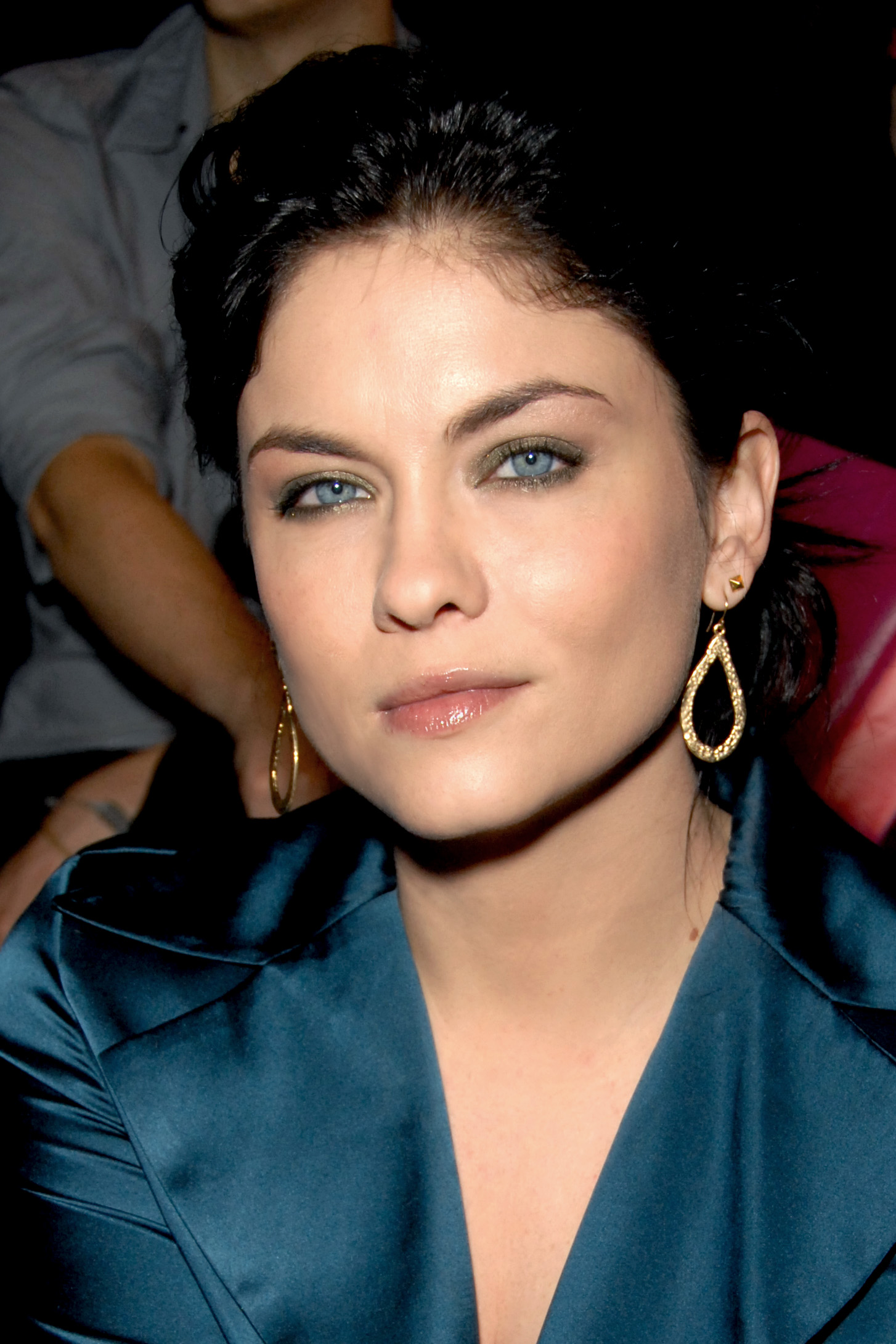
Jodi Lyn O'Keefe

Gretchen Morgan es un personaje de ficción de la serie de televisión estadounidense Prison Break, interpretado por la actriz Jodi Lyn O'Keefe. El personaje fue introducido en la tercera temporada de la serie con el nombre falso de Susan B. Anthony y es miembro de la Compañía. 
Su última aparición fue en el último capítulo de la cuarta temporada.